# 列車集中制御装置
列車集中制御装置（れっしゃしゅうちゅうせいぎょそうち、通称CTC：Centralized Traffic Control）とは、鉄道において路線・一定区間の単位で信号や分岐器の連動装置を運転指令所又は列車制御所にて遠隔制御できるようにしたシステムをいう。また、JR各社において、このシステムの中央装置を設置した箇所は一般的にCTCセンターとよばれ、CTCセンターで指令業務を行う職員をCTC指令という。

## 概要
通常は、駅構内の分岐器や信号の操作は各停車場の信号扱い所に設置された連動制御盤を駅運転取扱者が操作を行う（これを「駅単独てこ扱い」という）。しかし、このシステムでは各停車場に駅運転取扱者が必要になるうえ、かつての運転指令所は列車の運行状況は駅と鉄道電話で連絡を行いながら把握するという、指令所と言いながらも駅のバックアップを受けなければ指令業務が出来ないという状態であった。
CTCを用いた列車制御は、連動駅に信号機・転轍機・軌道回路と接続している駅装置を設け、駅装置と中央制御所のCTC中央装置との間を1対又は2対の通信ケーブルで結んで情報の送受信を行ない、中央制御所のCTCセンターに列車の在線状況をリアルタイムで表示させる列車集中表示盤と、その状況を元に運転取扱者が各駅の信号・分岐器の遠隔操作を行う列車集中制御盤が設置されていて、それにより、CTCセンターから進路制御を行う。しかしこの装置だけでは、各駅で行っていた信号や分岐器の操作が一箇所で可能になっただけであって、本来判断作業に専念しなければならないCTC指令が、信号や分岐器の操作も行わなくてはならない。よって現在では、CTC装置に自動進路制御装置 (PRC) 等を付加することで、実際の信号扱いを自動化している路線もある。また、併設されている車両基地へ車両を出入庫させるための信号操作を頻繁にしているなど特別な理由のある駅では、信号の操作をCTCによる制御から切り離して駅での取扱いを行っている（表示駅という）。これらの駅・CTCセンターは在線位置の把握のみを行う。また、各連動駅には、駅において手動で進路を取扱う為の連動制御盤を設置しているが、普段は中央装置の列車集中制御盤で制御されるため、補助制御盤と呼ばれている。必要に応じて補助制御盤で切替キーてこを操作することにより、CTCセンターではなく駅から進路制御を行うことも可能である。
本装置の短所としては、列車無線の整備、分岐器の自動化、CTCセンターや各駅への装置設置など導入の際には相当の費用がかかることである。しかし導入後の業務効率化効果などは大きく、全国の多くの鉄道事業者がCTCを導入している。また近年は列車無線の整備はせず、乗務員にCTCセンターとの連絡用に携帯電話を持たせ、これに代えている鉄道事業者もある。
基本的なアイディアとその実現法は比較的単純であるため、歴史は意外と古く、1954年に京浜急行電鉄の久里浜線・名古屋鉄道の小牧線に日本国内で最初に導入されており、日本国有鉄道（国鉄）においては1958年（昭和33年）に伊東線に初めて導入され、1962年（昭和37年）には横浜線（当時は全線単線）に導入された。1964年（昭和39年）には東海道新幹線に開業時から導入され（東京駅16-19番線のホーム北側に設置。開業当初はホーム長が12両対応で短かった）、これを日本初の本格的かつ大規模なCTCシステムとみなす場合が多い。1960年代以降から全国の国鉄・大手私鉄各路線で幅広く導入された。当初は列車本数が少ない地方幹線への導入が主であったが、自動進路制御装置 (PRC) や列車運行管理システム (PTC) の技術が確立された1980年代以後は、首都圏などの高密度運転線区にも普及した。
2007年現在では、JRグループ各社や大手私鉄各社はもちろんのこと、第三セクター鉄道でも特殊自動閉塞式の導入により、日本の鉄道路線の大半はCTC化が完了している。ただし、システムの都合などでCTCに移行できず、駅てこ扱いを現在でも続けている鉄道事業者・路線もある。また、高速かつ高密度な輸送で知られる京浜急行電鉄は、久里浜線を除きあえて列車の集中運行管理は行わず、各駅の信号扱所での個別管理方式を堅持している。輸送障害時の迅速なダイヤ復旧などには個別管理方式が優れている、という同社の考え方である。

## JRで現在使用中の主な路線

### JR北海道
- 列車運行管理システム（独自名称なし）導入路線や一部路線を除いた大半の路線でCTC化完了。

| 路線名   | 区間               | 備考                                         |
| -------- | ------------------ | -------------------------------------------- |
| 宗谷本線 | 永山駅〜南稚内駅間 | 旭川駅〜永山駅間は列車運行管理システム導入。 |
| 石北本線 | 新旭川駅〜網走駅間 |                                              |
| 根室本線 | 滝川駅〜落合駅間   |                                              |
| 室蘭本線 | 室蘭駅〜沼ノ端駅間 |                                              |
| 釧網本線 | 東釧路駅〜網走駅間 | CTCセンターとの連絡に携帯電話も併用。        |

### JR東日本
- 東京圏輸送管理システム（ATOS）導入路線や一部路線（下記参照）を除いた大半の路線でCTC化完了。五能線･小海線･大船渡線を除きPRCを併用[2][3]。

非CTC区間
| 路線名     | 区間 | 備考                                                                                            |
| ---------- | --- | ----------------------------------------------------------------------------------------------- |
| 東海道本線 | 浜松町駅〜鶴見駅間（東海道貨物線） 鶴見駅〜桜木町駅間（高島線）                                           | 浜松町駅〜東京貨物ターミナル駅間は休止中 鶴見駅から実際に分岐する花月総持寺駅付近まではATOS区間 |
| 中央本線   | 甲府駅〜小淵沢駅間                                                                                        |                                                                                                 |
| 東北本線   | 大宮駅〜東大宮操車場間（東北回送線）                                                                      |                                                                                                 |
| 南武線     | 新鶴見信号場〜尻手駅間（尻手短絡線） 尻手駅〜浜川崎駅間（南武支線）                                       | 新鶴見信号場、尻手駅ともにATOS導入駅であるが 尻手短絡線は非ATOS区間                             |
| 鶴見線     | 安善駅〜扇町駅間 安善駅〜大川駅間（大川支線）                                                             |                                                                                                 |
| 信越本線   | 高崎駅〜横川駅間 上沼垂信号場〜新潟駅間 上沼垂信号場〜東新潟港駅間（貨物支線） 上沼垂信号場〜越後石山駅間 | 焼島駅〜東新潟港駅間は休止中                                                                    |
| 白新線     | 新潟駅〜新潟貨物ターミナル駅間                                                                            |                                                                                                 |
| 只見線     | 会津若松駅〜只見駅間                                                                                      |                                                                                                 |
| 羽越本線   | 酒田駅〜酒田港駅間（貨物支線）                                                                            | 入換方式による運転                                                                              |
| 奥羽本線   | 土崎駅〜秋田港駅間（秋田港支線）                                                                          | 非自動区間                                                                                      |
| 八戸線     | 八戸駅〜八戸貨物駅間                                                                                      |                                                                                                 |
| 津軽線     | 新中小国信号場〜三厩駅間                                                                                  |                                                                                                 |
| 常磐線     | 田端信号場駅〜隅田川駅間（田端貨物線） 南千住駅〜隅田川駅間（隅田川貨物線）                               |                                                                                                 |
| 総武本線   | 新小岩信号場駅〜金町駅間（新金貨物線） 新小岩信号場駅〜越中島貨物駅間（越中島支線）                       |                                                                                                 |
| 外房線     | 千葉駅〜蘇我駅間                                                                                          | 外房線千葉駅、蘇我駅は表示駅 京葉線蘇我駅はATOS区間                                             |
| 内房線     | 蘇我駅〜木更津駅間                                                                                        | 京葉線蘇我駅はATOS区間                                                                          |
| 久留里線   | 木更津駅〜上総亀山駅間                                                                                    |                                                                                                 |

### JR東海
- 名古屋圏運行管理システム（NOA）導入路線や東海道本線美濃赤坂支線、名松線を除きCTC化完了。いずれもPRCを併用。

### JR西日本
- 運行管理システム (JR西日本)導入路線や一部路線を除いた大半の路線でCTC化完了。ほとんどがPRCを併用。

| 路線名   | 区間                         | 備考 |
| -------- | ---------------------------- | ---- |
| 関西本線 | 亀山駅（除）〜加茂駅（除）間 |      |
| 草津線   | 柘植駅〜草津駅間             |      |
| 加古川線 | 加古川駅〜谷川駅間           |      |
| 紀勢本線 | 和歌山駅〜新宮駅間           |      |
| 和歌山線 | 和歌山駅〜五条駅（除）間     |      |

- 上記のほかJR西日本金沢支社、和歌山支社、福知山支社、岡山支社、広島支社、米子支社管内の全線でCTC化完了。

### JR四国
- JR四国管内の全線。1991年11月にCTC化完了。

### JR九州
- 総合指令システム（JACROS）導入路線を除く全線でCTC化完了。

### 過去に使用されていた路線
- 東海道新幹線 - 東京駅〜新大阪駅間。1972年3月15日の山陽新幹線岡山開業時に世界初のPTCであるCOMTRACに移行。
- 埼京線・川越線 - 大崎駅〜武蔵高萩駅間。2005年7月30日にATOSへ移行。PRCをいち早く導入した路線で開業時は最先端のシステムだった。
- 横須賀線 - 大船駅（除）〜久里浜駅間。2009年11月1日にATOSへ移行。
- 武蔵野線（支線含む） - 新鶴見信号場（除）〜西船橋駅間。2012年1月22日にATOSへ移行。開業当初は武蔵野操車場のYACS（Yard Automatic Control System）が武蔵野線のCTCも兼ねていた。
- 横浜線 - 東神奈川駅（除）〜八王子駅（除）間。2015年7月12日にATOSへ移行。
- 京葉線（支線含む） - 東京駅〜蘇我駅（除）間。2016年9月25日にATOSへ移行。拠点式CTC（拠点駅にある信号所で複数駅を制御）と旅客案内機能を有するPRCによる当時最先端のシステムだった。
- 片町線 - 祝園駅（除）〜松井山手駅間。2009年に片町線支線が、2011年に片町線全線が運行管理システムへ移行。

## 私鉄、公営路線で現在使用中の主な路線
- 道南いさりび鉄道
  - 道南いさりび鉄道線 - 五稜郭駅〜木古内駅間
- 東武鉄道
  - 伊勢崎線 - 館林〜伊勢崎間
  - 日光線 - 新栃木〜東武日光間
  - 佐野線、小泉線、桐生線、宇都宮線、鬼怒川線
- 西武鉄道
  - 池袋線 - 高麗〜吾野間
  - 西武秩父線 - 吾野〜西武秩父間
  - 多摩川線 - 新小金井〜白糸台間
- 京急久里浜線 - 久里浜工場信号所〜三崎口間
- 南海電気鉄道 - 高野線の岸里玉出駅〜橋本駅間と鋼索線をのぞいた全線
- 大阪市高速電気軌道
  - 御堂筋線 - 全線
  - 谷町線 - 全線
  - 四つ橋線 - 全線
  - 中央線 - 全線
- 四日市あすなろう鉄道内部線
- 養老鉄道養老線
- 伊豆急行
- 伊豆箱根鉄道駿豆線
- 静岡鉄道静岡清水線
- 三岐鉄道北勢線
- 一畑電車全線
- 高松琴平電気鉄道 - 全線
- 伊予鉄道鉄道線 - 全線
- 江ノ島電鉄 - 全線